# Charleston (Arizona)
 For alternative betydninger, se Charleston. (Se også artikler, som begynder med Charleston)
Charleston er en spøgelsesby i Cochise County, Arizona, USA, som ligger på vestbredden af San Pedro River 13 km sydvest for Tombstone, og som er delt fra Millville af San Pedro-floden.
I sin tid var byen vildere end Tombstone. Byen fik eget postkontor den 17. april 1888, som blev lukket igen den 24. oktober 1888.
Charleston, som støttede malmvaskeprocessen, voksede til et indbyggertal på 400. Soldaterne fra Camp Huachuca (senere Fort Huachuca) kom tit til Charleston og drak sammen med minearbejderne, og selvfølgelig med andet udskud. Charleston var definitivt ikke stedet for fine folk. Dommeren Jim Burnett styrede retten i Charleston "på sin måde". Han bestemte selv størrelsen på bøderne for urostifterne og alle bøder gik direkte i hans lomme. Allerede i 1899 blev Charleston en spøgelsesby. Under 2. verdenskrig blev Charleston brugt af militæret som træningssted for hus-til-hus kampe. Kun fem blikskure minder om den engang vilde bebyggelse.